# 田中裕大
田中 裕大（たなか ゆうだい、2001年12月29日 - ）は、千葉県出身の日本の柔道選手。階級は73kg級。身長174cm。血液型B型。組み手は左組み。得意技は内股。

## 経歴
柔道は5歳の時にかずさ柔道塾で始めた。轟町中学から福岡県の大牟田高校へ進むと、2年の時には全国高校選手権73㎏級の決勝で前橋商業高校2年の石原樹を破って優勝した。2020年に国士舘大学へ進学すると、2年の時には全日本ジュニアの決勝で日体大2年の石原樹を破って優勝するも、学生体重別では決勝で東海大学3年の内村秀資に敗れて2位だった。グランプリ・アルマダでは初戦で敗れた。3年の時には講道館杯で3位になった。4年の時には学生体重別の決勝で筑波大学1年の田中龍雅を破って優勝した。2024年にパーク24の所属となると、体重別と講道館杯で3位になった。2025年の体重別では決勝で国士舘大学3年の竹市裕亮に反則勝ちして、シニアの全国大会初優勝を飾った。なお、世界選手権の団体戦メンバーに選ばれた。続くアジア選手権では準々決勝でタジキスタンのオビド・ジェボフに有効で敗れるも、その後の敗者復活戦を勝ち上がって3位になった。団体戦では決勝のウズベキスタン戦で有効勝ちするなどして、チームの優勝に貢献した。世界団体 では準決勝のジョージア戦でミヘイリ・バフバハシビリに隅返で敗れてチームも3位にとどまった。7月のグランドスラム・ウランバートルでは準決勝で地元モンゴルのオドゲレル・ウランバヤルに背負投で敗れて3位だった。

## 戦績
- 2019年 -　全国高校選手権　優勝
- 2021年 -　学生体重別　2位
- 2021年 -　体重別団体　3位
- 2021年　- 全日本ジュニア　優勝
- 2022年 -　講道館杯　3位
- 2023年 -　学生体重別
- 2023年 -　体重別団体　3位
- 2024年 -　体重別　3位
- 2024年 -　講道館杯　3位
- 2025年 - 体重別　優勝
- 2025年 - アジア選手権 個人戦　3位　団体戦　優勝
- 2025年 - 世界団体 3位
- 2025年 - グランドスラム・ウランバートル　3位

(出典)